# Gernot Rohr
Gernot Rohr (Mannheim, 28 juni 1953) is een voormalig voetballer uit Duitsland, die tevens de Franse nationaliteit bezit. Hij speelde als verdediger. Na zijn actieve loopbaan stapte hij het trainersvak in. Als clubcoach leidde hij Girondins Bordeaux naar de finale van de strijd om de UEFA Cup 1995/96, waarin de Franse club werd verslagen door het FC Bayern München van trainer-coach Franz Beckenbauer.
Rohr werd op 9 augustus 2016 door de Nigeriaanse voetbalbond aangesteld als technisch adviseur van het Nigeriaans voetbalelftal Hij wordt geassisteerd door Salisu Yusuf. Eerder was hij in Afrika onder meer actief als bondscoach van Gabon, Niger en Burkina Faso. Met Nigeria kwalificeerde Rohr zich op zaterdag 7 oktober 2017 voor het WK voetbal 2018 in Rusland door een 1-0 zege op Zambia.
1 Akpeyi ·
2 Idowu ·
3 Echiéjilé ·
4 Omeruo ·
5 Troost-Ekong ·
6 Balogun ·
7 Musa ·
8 Etebo ·
9 Ighalo ·
10 Mikel  ·
11 Moses ·
12 Abdullahi ·
13 Ndidi ·
14 Iheanacho ·
15 Nwankwo ·
16 Ezenwa ·
17 Onazi ·
18 Iwobi ·
19 Ogu ·
20 Awaziem ·
21 Ebuehi ·
22 Obi ·
23 Uzoho ·
Coach: Rohr